# Хуго фон Хофманстал
Хуго фон Хофманстал (Hugo von Hofmannsthal, Hugo Laurenz August Hofmann Edler von Hofmannsthal, 1874—1929) је био аустријски писац, песник, драматург и приповедач. У Бечу је био инспиратор и посредник симболизму. Аустријанци у њему виде једног од највећих тумача својих културних традиција, насталих из специфичности многих народа који су сачињавали хабзбуршку монархију.

## Рани живот
Хофманстал је рођен у Бечу. Од његовог прадеде је његова породица наследила племићку титулу Edler von Hofmannsthal. Његов прадеда био је јеврејски фармер дувана којег је оплеменио аустријски цар. Хофманстал се школовао у Бечу (Akademisches Gymnasium), где је проучавао Овидијева дела, која су касније вршила велики утицај на његово стваралаштво. Од малих ногу је писао песме и драме, а нека од његових раних дела писана су под псеудонимом, јер му као студенту није било дозвољено да их објављује. Касније је студирао право и филологију у Бечу, али је одлучио да се посвети писању након дипломирања 1901.

## Фазе стварања
У првој фази његовог стварања настају, прожете суморно-скептичним духом, лирске драме Јуче (Gestern, 1891), Тицијанова смрт (Der Tod des Tizian, 1892), Будала и смрт (Der Tor und der Tod, 1893). Ове драме се одликују осећајношћу, великом музикалношћу, меланхолијом и опојним подавањем смрти.
У другој фази Хофманстал тежи ка стварању нове драме. Резултат су драме Електра (Elektra. 1903), Едип и сфинга (Ödipus und die Sphinx, 1905). У овим драмама се Хофманстал тематски враћа античкој, Софокловој трагедији, с тим што су обрађене у духу савремене психологије.
У трећој фази Хофманстал поново оживљала средњовековну мистерију и хришћанску традицију. Тада настаје познати комад Човек (Jedermann, 1911), са симболиком судбине која чека сваког човека. У овом делу се обједињују средњи век, барок и неоромантизам.
Већина Хофмансталових романа је остало недовршено и објављени су тек постхумно. Један од већег значаја био је роман Андреас.

## Остала дела
— Das große Salzburger Welttheater, 1922
— Der Turm, 1923—1927
— Terzinen der Vergänglichkeit
— Brief des Lord Chandos, 1901

## Касни живот
Преминуо је 1929. године од срчаног удара, на дан сахране његовог најстаријег сина Франца, који је два дана раније извршио самоубиство.
Његов колега и пријатељ Шницлер забележио је у свом дневнику: „Са њим је отишао највећи песник овог времена”